# Shinya
Shinya (* 24. února[zdroj?] 1978 Hirakata, Japonsko) je japonský hudebník, známý z metalové skupiny Dir en grey, ve které působí od jejího založení. Předtím byl členem skupiny La:Sadie's. Napsal písně pohybující se mezi melodickými skladbami („Hotarubi", „Fukai") a rychlými skladbami („Raison Detre", „Umbrella")

## Životopis
Narodil se 24. února 1978 v Hirakatě v Ósace. V roce 1995 pomáhal založit hudební skupinu La:Sadie's, která se v roce 1997 rozpadla. Téhož roku se připojil k Dir en grey.

## Vybavení
Ve skupině Dir en grey hrál na bicí nástroje značek Ludwig, Yamaha a Pearl. Používal činely Istanbul Agop Alchemy, ale kolem roku 2000 přešel na činely značky Sabian. Pearl vytvořili jeho signature model paličky. Shinya též vytvořil svoji vlastní signature sérii paliček. Paličky jsou vyrobené z bílého ořechu a jsou natřeny na bílo.

### Ovlivnění
Desky, které měli na jeho hru největší vliv.
- Aion - Absolute
- Amphibian - Doppelganger
- Buck-Tick - Kurutta Taiyou
- The Cardigans - Gran Turismo
- Creature Creature- Light & Lust
- Date of Birth - Date of Birth
- Delerium - Chimera
- D'erlanger - La Vie En Rose
- Charlotte & Gainsbourg - "Lemon Incest"
- Gargoyle - Furebumi
- Honeydip - Groovy Indian Summer
- Kamaitachi - I Love You
- Kuroyuri Shimai - Saigo wa Tenshi to Kiku Shizumu Sekai no Hane no Kioku
- Luna Sea - Luna Sea
- Malice Mizer - Voyage ~Sans Retour~
- Maschera - Akutoku no Sakae
- Merry Go Round - -S-
- Akina Nakamori - Best II
- Miki Nakatani - Shiseikatsu
- Personz - No More Tears
- QueenAdreena - Drink Me
- Ling Tosite Sigure - Inspiration is Dead
- Scare Crow - Risshun
- Siam Shade - Siam Shade
- Sugizo - Truth?
- Stone Sour - Come What(ever) May
- Virus - Materials
- Within Temptation - The Heart of Everything
- X - Jealousy
- Zi:Kill - Close Dance